# خاموندی (واییه دل کائوکا)
خاموندی (واییه دل کائوکا) (به اسپانیایی: Jamundí) یک سکونتگاه مسکونی در کلمبیا است که در بخش بایه دل کائوکا واقع شده‌است.

## خصوصیات
خاموندی ۶۵۵ کیلومترمربع مساحت و ۸۸٬۸۹۱ نفر جمعیت دارد و ۸۶۹ متر بالاتر از سطح دریا واقع شده‌است.